# Ophichthus macrops
Ophichthus macrops är en fiskart som beskrevs av Günther, 1910. Ophichthus macrops ingår i släktet Ophichthus och familjen Ophichthidae. Inga underarter finns listade i Catalogue of Life.